# Bert Frederick Williams
Bert Williams, all'anagrafe Bert Frederick Williams (Bradley, 31 gennaio 1920 – Wolverhampton, 19 gennaio 2014), è stato un calciatore inglese, di ruolo portiere, che giocò gran parte della sua carriera nei Wolverhampton Wanderers, vincendo una FA Cup e un campionato inglese, e che fu titolare con l'Inghilterra al Campionato mondiale di calcio 1950 tenutosi in Brasile.

## Primi anni
Nativo di Bradley, sobborgo di Bilston, Williams iniziò a giocare a calcio nella formazione della sua scuola, la Bilston School, e successivamente nella squadra della Chiesa Metodista di Bradley. Lasciata la scuola all'età di 14 anni, entrò a lavorare nella fabbrica Thompson e iniziò a giocare nella squadra formata dagli operai della fabbrica stessa. L'anno successivo, durante una partita, il giovane fu notato dall'allora allenatore del Walsall Andrew Wilson, che gli propose di entrare a far parte delle riserve e nel contempo di continuare a lavorare (e giocare) con la squadra della fabbrica.

## Carriera

### Club
La sua abilità come portiere gli fece presto guadagnare la convocazione in prima squadra e nel 1937 gli venne offerto un contratto da professionista. Esordì ufficialmente in campionato con la maglia del Walsall il 16 ottobre 1937 contro il Bristol City, in una partita della Terza Divisione inglese. Lo scoppio della Seconda guerra mondiale bloccò la sua carriera dopo solo due anni di professionismo: durante la guerra si arruolò nella Royal Air Force, svolgendo spesso il compito di istruttore e preparatore atletico. Non abbandonò completamente il mondo del calcio, dato che continuò a giocare e apparve come ospite in alcune amichevoli, vestendo le maglie del Nottingham Forest e del Chelsea.
Alla fine del conflitto, Williams riprese la sua carriera da professionista: dopo un iniziale interessamento verso il Chelsea, fu ingaggiato dai Wolverhampton Wanderers nel settembre del 1945 per 3.500 sterline. Alla ripresa del campionato, il portiere fece il suo esordio il 31 agosto 1946 contro l'Arsenal nella vittoria dei Wolves per 6-1.
Diventato subito titolare, saltò solo 3 incontri nella stagione che vide la sua squadra arrivare terza in campionato, mentre mancò in 4 partite nella stagione successiva. Il primo successo arrivò nel 1949, quando vinse la FA Cup dopo che i Wolves sconfissero in semifinale il Manchester United (in due partite) e in finale il Leicester City, match vinto per 3-1. Dopo un secondo posto nel campionato 1949-1950 seguirono due stagioni deludenti, nelle quali i Wolves giunsero 14esimi e 16esimi. Nel campionato 1952-1953 la squadra di Wolverhampton, sempre con Williams titolare, raggiunse il terzo posto in classifica, riuscendo poi a conquistare il primo posto in campionato nella stagione successiva: il primo campionato vinto nella storia del club. Nelle stagioni successive la squadra si mantenne su alti livelli (giungendo rispettivamente seconda, terza e sesta): il ritiro di Williams giunse alla fine del 1957, all'età di 37 anni, dopo l'ultima giornata di campionato nella quale i Wolves furono sconfitti dall'Aston Villa per 4-0. In totale, il portiere inglese raggiunse le 420 presenze con la maglia del club, di cui 381 in campionato e 38 in FA Cup.

### Nazionale
La vittoria della FA Cup nel 1949 valse a Williams la convocazione in Nazionale, prima con la Nazionale B il 15 maggio 1949 (vittoria per 4-0 contro la Finlandia a Helsinki) e poi con la Nazionale maggiore il 22 maggio dello stesso anno (vittoria per 3-1 contro la Francia a Colombes) che fu il suo esordio ufficiale con la maglia inglese (in periodo di guerra aveva già indossato la divisa da titolare in due amichevoli non ufficiali, contro Galles e Francia). Il 30 novembre 1949 giocò in un'amichevole contro l'Italia: la sua ottima prestazione senza subire reti gli valse il soprannome di The Cat ("il gatto") datogli dalla stampa italiana. Venne convocato come primo portiere per il Campionato mondiale di calcio 1950 nel quale l'Inghilterra venne eliminata al primo turno dopo 1 vittoria e 2 sconfitte. Williams mantenne il posto da titolare fino al novembre 1951 quando, a causa di un infortunio, il suo posto fu preso da Gil Merrick: il portiere del Wolverhampton riuscì a tornare titolare solo nel 1954, disputando la sua ultima partita con la Nazionale il 22 ottobre 1955 (sconfitta per 2-1 contro il Galles a Ninian Park).

## Dopo il ritiro
Dopo la fine della sua carriera da professionista, Williams aprì un negozio di articoli sportivi a Bilston e un'accademia sportiva dedicata ai portieri e alle diverse specialità presenti negli sport. In età avanzata si ritirò a Shifnal, nella contea di Shropshire.
Nel 2007 rilasciò il libro The Cat in Wolf's Clothing ("Il gatto nelle vesti del lupo"), un libro ricco di memorie fotografiche tratto dal suo vasto archivio personale, collezionato durante gli anni della sua carriera.
Nel 2010 è stato inserito nella Hall of Fame dei Wolverhampton Wanderers insieme a Billy Harrison, Bill Slater, Peter Broadbent, Mike Bailey, John Richards e Graham Turner come riconoscimento per la sua lunga carriera con la maglia dei Wolves.

## Statistiche

### Cronologia presenze e reti in Nazionale
| Cronologia completa delle presenze e delle reti in nazionale ― Inghilterra | Cronologia completa delle presenze e delle reti in nazionale ― Inghilterra | Cronologia completa delle presenze e delle reti in nazionale ― Inghilterra | Cronologia completa delle presenze e delle reti in nazionale ― Inghilterra | Cronologia completa delle presenze e delle reti in nazionale ― Inghilterra | Cronologia completa delle presenze e delle reti in nazionale ― Inghilterra | Cronologia completa delle presenze e delle reti in nazionale ― Inghilterra | Cronologia completa delle presenze e delle reti in nazionale ― Inghilterra |
| Data                                                                       | Città                                                                      | In casa                                                                    | Risultato                                                                  | Ospiti                                                                     | Competizione                                                               | Reti                                                                       | Note                                                                       |
| -------------------------------------------------------------------------- | -------------------------------------------------------------------------- | -------------------------------------------------------------------------- | -------------------------------------------------------------------------- | -------------------------------------------------------------------------- | -------------------------------------------------------------------------- | -------------------------------------------------------------------------- | -------------------------------------------------------------------------- |
| 22-5-1949                                                                  | Colombes                                                                   | Francia                                                                    | 1 – 3                                                                      | Inghilterra                                                                | Amichevole                                                                 | -1                                                                         |                                                                            |
| 21-9-1949                                                                  | Liverpool                                                                  | Inghilterra                                                                | 0 – 2                                                                      | Irlanda                                                                    | Amichevole                                                                 | -2                                                                         |                                                                            |
| 15-10-1949                                                                 | Cardiff                                                                    | Galles                                                                     | 1 – 4                                                                      | Inghilterra                                                                | Qual. Mondiali 1950                                                        | -1                                                                         |                                                                            |
| 30-11-1949                                                                 | Londra                                                                     | Inghilterra                                                                | 2 – 0                                                                      | Italia                                                                     | Amichevole                                                                 | -                                                                          |                                                                            |
| 15-4-1950                                                                  | Glasgow                                                                    | Scozia                                                                     | 0 – 1                                                                      | Inghilterra                                                                | Qual. Mondiali 1950                                                        | -                                                                          |                                                                            |
| 14-5-1950                                                                  | Lisbona                                                                    | Portogallo                                                                 | 3 – 5                                                                      | Inghilterra                                                                | Amichevole                                                                 | -3                                                                         |                                                                            |
| 18-5-1950                                                                  | Bruxelles                                                                  | Belgio                                                                     | 1 – 4                                                                      | Inghilterra                                                                | Amichevole                                                                 | -1                                                                         |                                                                            |
| 25-6-1950                                                                  | Rio de Janeiro                                                             | Inghilterra                                                                | 2 – 0                                                                      | Cile                                                                       | Mondiali 1950 - 1º turno                                                   | -                                                                          |                                                                            |
| 29-6-1950                                                                  | Belo Horizonte                                                             | Inghilterra                                                                | 0 – 1                                                                      | Stati Uniti                                                                | Mondiali 1950 - 1º turno                                                   | -1                                                                         |                                                                            |
| 2-7-1950                                                                   | Rio de Janeiro                                                             | Spagna                                                                     | 1 – 0                                                                      | Inghilterra                                                                | Mondiali 1950 - 1º turno                                                   | -1                                                                         |                                                                            |
| 7-10-1950                                                                  | Belfast                                                                    | Irlanda del Nord                                                           | 1 – 4                                                                      | Inghilterra                                                                | Torneo Interbritannico                                                     | -1                                                                         |                                                                            |
| 15-11-1950                                                                 | Sunderland                                                                 | Inghilterra                                                                | 4 – 2                                                                      | Galles                                                                     | Torneo Interbritannico                                                     | -2                                                                         |                                                                            |
| 22-11-1950                                                                 | Londra                                                                     | Inghilterra                                                                | 2 – 2                                                                      | Jugoslavia                                                                 | Amichevole                                                                 | -2                                                                         |                                                                            |
| 14-4-1951                                                                  | Londra                                                                     | Inghilterra                                                                | 2 – 3                                                                      | Scozia                                                                     | Torneo Interbritannico                                                     | -3                                                                         |                                                                            |
| 9-5-1951                                                                   | Londra                                                                     | Inghilterra                                                                | 2 – 1                                                                      | Argentina                                                                  | Amichevole                                                                 | -1                                                                         |                                                                            |
| 19-5-1951                                                                  | Liverpool                                                                  | Inghilterra                                                                | 5 – 2                                                                      | Portogallo                                                                 | Amichevole                                                                 | -2                                                                         |                                                                            |
| 3-10-1951                                                                  | Londra                                                                     | Inghilterra                                                                | 2 – 2                                                                      | Francia                                                                    | Amichevole                                                                 | -2                                                                         |                                                                            |
| 20-10-1951                                                                 | Londra                                                                     | Inghilterra                                                                | 1 – 1                                                                      | Galles                                                                     | Torneo Interbritannico                                                     | -1                                                                         |                                                                            |
| 1-12-1954                                                                  | Londra                                                                     | Inghilterra                                                                | 2 – 2                                                                      | Germania Ovest                                                             | Amichevole                                                                 | -2                                                                         |                                                                            |
| 2-4-1955                                                                   | Londra                                                                     | Inghilterra                                                                | 7 – 2                                                                      | Scozia                                                                     | Torneo Interbritannico                                                     | -2                                                                         |                                                                            |
| 15-5-1955                                                                  | Colombes                                                                   | Francia                                                                    | 1 – 0                                                                      | Inghilterra                                                                | Torneo Interbritannico                                                     | -                                                                          |                                                                            |
| 18-5-1955                                                                  | Madrid                                                                     | Spagna                                                                     | 1 – 1                                                                      | Inghilterra                                                                | Amichevole                                                                 | -1                                                                         |                                                                            |
| 22-5-1955                                                                  | Porto                                                                      | Portogallo                                                                 | 1 – 1                                                                      | Inghilterra                                                                | Amichevole                                                                 | -1                                                                         |                                                                            |
| 22-10-1955                                                                 | Cardiff                                                                    | Galles                                                                     | 2 – 1                                                                      | Inghilterra                                                                | Torneo Interbritannico                                                     | -2                                                                         |                                                                            |
| Totale                                                                     |                                                                            | Presenze                                                                   | 24                                                                         |                                                                            | Reti                                                                       | -34                                                                        |                                                                            |

## Palmarès

### Club
- Campionato inglese: 1

Wolverhampton Wanderers: 1953-1954
- Coppa d'Inghilterra: 1

Wolverhampton Wanderers: 1948-1949
- Charity Shield: 2

Wolverhampton Wanderers: 1949, 1954